# Pyrausta shirleyae
Pyrausta shirleyae là một loài bướm đêm trong họ Crambidae.